# Kill the Lights
"Kill the Lights" é uma canção da cantora pop americana Britney Spears presente em seu sexto álbum de estúdio, Circus. Produzida por Danja, a letra da canção fala sobre paparazzi, a mídia e as conseqüências de se tornar uma celebridade. Musicalmente, "Kill the Lights" é uma canção dançante movimentada. Embora nunca tenha sido lançada como single, a canção recebeu um vídeo dirigido por PUNY, na sequência de um concurso onde os fãs apresentaram uma sinopse de um videoclipe para qualquer faixa do álbum Circus. A canção recebeu opiniões positivas dos críticos contemporâneos, com muitos observando semelhanças com o álbum anterior lançado por Britney, Blackout.

## Antecedentes
"Kill the Lights" foi co-escrita por Danja, Marcella Araica e James Washington, que trabalhou anteriormente com Spears em seu quinto álbum de estúdio, Blackout (2007). Em 2008, Danja produziu uma série de canções para Spears na Chalice Recording Studios em Los Angeles, e Spears gravou na Glenwood Place Studios em Burbank. "Kill the Lights" e "Blur" foram as únicas canções dessas sessões a serem incluídas na versão padrão do álbum Circus, com "Rock Boy" tornando-se uma faixa bônus em outras edições.

## Recepção
A canção recebeu críticas positivas. O The Sun do Reino Unido descreveu "Kill the Lights" como "um disco de dança brilhante". Caryn Ganz da Rolling Stone disse que "o stomper fotógrafico presente em 'Kill the Lights' recorda o synthpop do álbum Blackout. Jon Pareles da New York Times disse que é "a seqüência de 'Piece of Me', ataques do ano passado, em seu lastro da mídia co-dependente, é 'Kill the Lights'. Entre blips eletrônicos e ameaçadores seqüências de cordas e metais, ela alternadamente convida os fotógrafos para tirar uma foto e depois os mandam se afastar. 'They all wanna see', ela avisa em perspectiva. 'Is life going to get the best of you?'" Stephen Thomas Erlewine do Allmusic disse que "Kill the Lights" é uma uma grande canção, elegante e sexy. Mas que não pertençe a esse álbum, e deveria estar presente no Blackout. Em 20 de dezembro de 2008, "Kill the Lights" estreou em várias paradas da Billboard dos EUA, componente com base em downloads digitais, enquanto o seu álbum de acolhimento Circus estava no topo da Billboard 200. Desde abril de 2010, "Kill the Lights" vendeu aproximadamente 408.000 downloads nos Estados Unidos.

## Videoclipe
Um videoclipe de animação dirigido pela PUNY estreou em 27 de julho de 2009. O video foi roterizado por uma fã argentina chamada Eliana Moyano, ganhadora de um concurso no site oficial de Spears. O vídeo começa com uma animação de Danja, em seguida, Britney Spears pula em seu foguete e voa para outro planeta. Quando ela voa, alguns dos paparazzi a seguem. Britney se esconde em planeta, transformando as luzes de lá. Ela aparece e, em seguida, voa para longe de lá. Britney é vista em seu foguete fazendo manobras e atingindo o planeta com algum tipo de raio apagando todas as luzes do mesmo. Apesar da canção ter 3:59, o vídeo é de apenas 2:08, e não foi enviado para as emissoras de TV. Ele foi apenas um presente para os fãs. Foi lançado no iTunes para download no dia 15 de Setembro de 2009.

## Desempenho nas paradas musicais
| Chart (2008)                                      | Peak position |
| ------------------------------------------------- | ------------- |
| Canadá (Hot Canadian Digital Singles)             | 69            |
| Estados Unidos (Billboard Bubbling Under Hot 100) | 11            |
| Estados Unidos (Billboard Pop 100)                | 69            |